# Большое Никитино (Нижегородская область)
Большое Никитино — деревня в составе Ворошиловского сельсовета в Уренском районе Нижегородской области.

## География
Находится на расстоянии примерно 2 километра на северо-запад по прямой от районного центра города Урень.

## История
Известна с 1790 года, основана переселенцами из села Урень. Деревня до 1768 года относилась к главной дворцовой канцелярии, потом Придворной конторы, с 1797 крестьяне стали удельными. Население было старообрядцами. В 1870 году 10 дворов и 104 жителя. В 1916 году 220 жителей. В период коллективизации был организован колхоз «Красный пахарь». В 1978 году было дворов 61, жителей 175, в 1994 114 и 375 соответственно.

## Население
Постоянное население составляло 316 человек (русские 99 %) в 2002 году, 286 в 2010.